# Vedran Smailović
Vedran Smailović (Sarajevo, RS de Bosnia y Herzegovina; 11 de noviembre de 1956), conocido como el "Chelista de Sarajevo", es un músico bosnioherzegovino. Como muchas otras personas, soportó el sitio de Sarajevo.
Anteriormente había actuado en la Ópera de Sarajevo, en las Orquestas Filarmónica y Sinfónica de Sarajevo y en el Teatro Nacional. 
En 1992, Smajlović tocó el Adagio de Albinoni en su violonchelo varias veces durante el día en la Biblioteca de Sarajevo (Vijećnica) y otros edificios destruidos, con el fin de brindar homenaje a las 22 personas que fueron asesinadas mientras hacían fila para recibir pan en mayo 26 de ese mismo año.
Smajlović también es conocido por tocar gratuitamente en varios funerales durante el asedio, aun cuando dichos actos fueron frecuentemente objetivo de fuego enemigo.
A partir de 1993 logró dejar la ciudad asediada y participó en numerosos proyectos musicales como intérprete, compositor o director de orquesta. 
Hasta 2009, Smailović vivía en Irlanda del Norte.
El tema musical "Christmas Eve/Sarajevo 12/24" del grupo de metal-sinfónico "Trans-Siberian Orchestra" se inspira en una historia que narra cómo Smajlović tocaba su chelo sentado en una pila de escombros de una fuente durante el asedio de Sarajevo.